# Eualetes tulipa
Eualetes tulipa is een slakkensoort uit de familie van de Vermetidae. De wetenschappelijke naam van de soort is voor het eerst geldig gepubliceerd in 1843 door Rosseau in Chenu.